# 冕寧蘇州古道
冕寧蘇州古道位於四川省涼山州冕寧縣，文物遺址年代判定為唐。2012年7月16日公佈為第八批四川省文物保護單位。

## 簡介[2]
冕寧蘇州古道位於四川省涼山彝族自治州冕寧縣大橋鎮巴昔村，為安寧河流域通往藏區的馬道，屬茶馬古道分支。古道東南至西北走向，整個路段基本被原始森林所包圍，古樹參天、風景優美，是冕寧縣境內保留最為完整的古道之一。古道沿途有眾多藏文石刻，其中最大的一處刻于高5.6公尺、長11公尺、寬5.2公尺的巨石上，坐北向南，有陽刻和陰刻兩種刻法。最大的藏文單體字高2.4公尺，寬0.98公尺。最小的只有5公釐見方。冕寧蘇州古道是涼山通往藏區的一條政治、經濟通道，是茶馬古道的重要組成部分，具有較高的文物價值和研究價值。第三次全國文物普查新發現。